# Pterodroma externa
El petrel de Juan Fernández (Pterodroma externa), también denominado petrel de las Juan Fernández, fardela blanca de Juan Fernández, fardela de Juan Fernández o petrel cuello blanco, es una especie de ave procelariforme de la familia de los proceláridos (Procellariidae). 
Se reproduce sólo en la isla Alejandro Selkirk, una pequeña isla de Chile que forma parte del archipiélago Juan Fernández. 
Está amenazada por la depredación por parte de especies introducidas (gatos y ratas) y en menor medida por la pérdida de hábitat por los herbívoros introducidos (cabras). 
La Lista Roja de la UICN enumera esta especie como Vulnerable por su condición endémica y las amenazas de los depredadores introducidos.